# Edaphosaurus
Edaphosaurus (gr. εδαφος y σαυρος, «lagarto terrestre») es un género de sinápsidos del orden de los pelicosaurios y de la familia de los edafosáuridos. Vivió en Europa y Norteamérica desde finales del Carbonífero hasta principios del Pérmico, hace entre 303,4 a 272,5 millones de años. Era un herbívoro de 3 metros de longitud y 1,5 metros de altura. Es pariente del Dimetrodon, pero se diferencia de este porque Edaphosaurus es herbívoro (sus dientes eran romos y en forma de clavija) y su cresta dorsal tenía una forma más arqueada y no pertenecen a la misma familia.

## Descripción

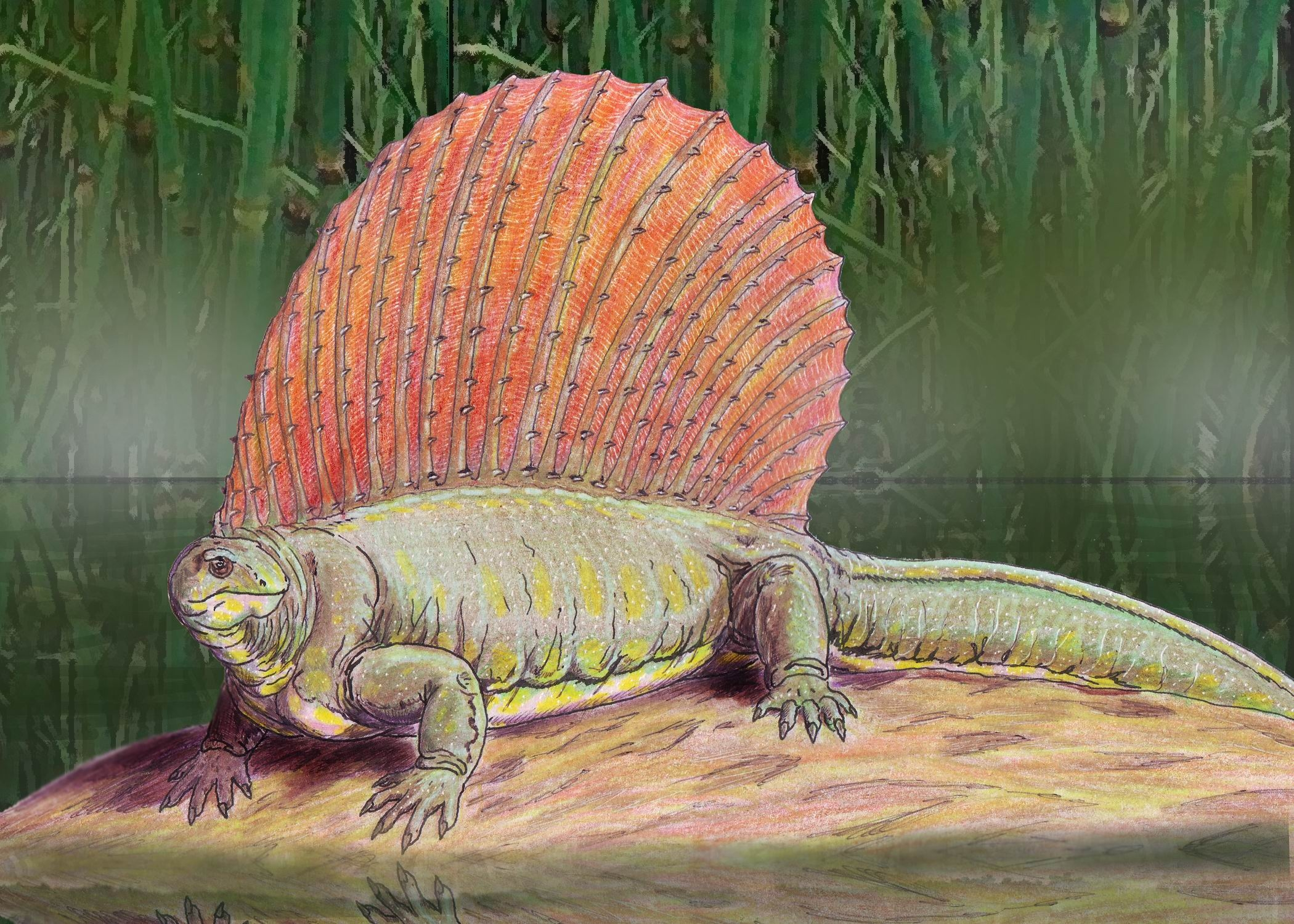
Restauración de un E. boanerges.

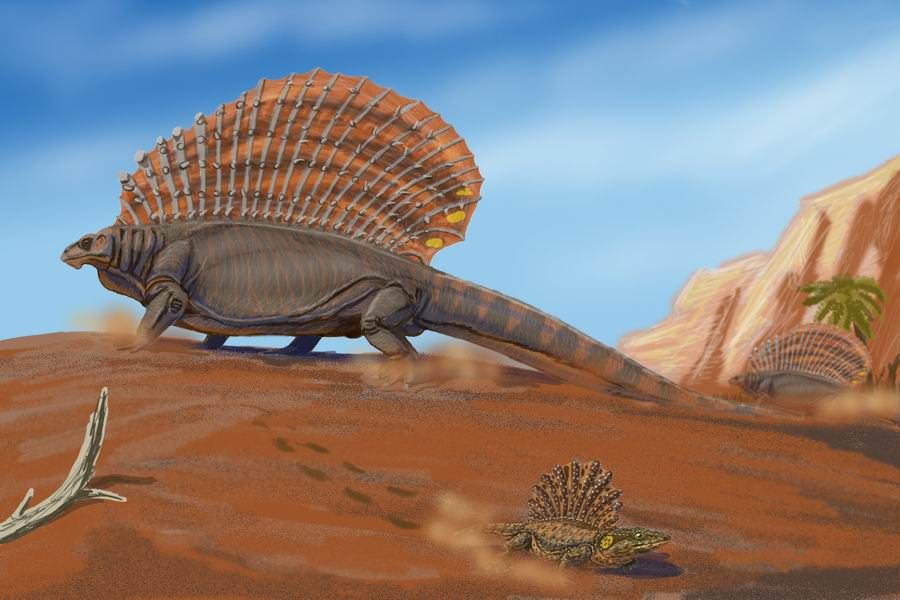
Restauración de un E. pogonias.

La cabeza de Edaphosaurus era corta, relativamente ancha, de perfil triangular y notablemente pequeña comparada con el tamaño del cuerpo. La mandíbula probablemente tenía músculos poderosos y la dentadura superior e inferior contaba con puntas aserradas, adecuadas para cortar plantas. La zona posterior del paladar e interior de la mandíbula, se encontraba densamente tapizada con estructuras similares a dientes con forma de clavija, que proporcionaban una amplia superficie para triturar y moler el alimento. El sentido de los movimientos masticatorios era antero-posterior. Las primeras descripciones proponían que Edaphosaurus se alimentaba de invertebrados. Sin embargo, el concepto cambió y actualmente se considera un herbívoro; no obstante, el tipo de desgaste entre la dentadura superior e inferior indica solo un "limitado procesamiento de alimento"  en comparación con otros herbívoros de su época como Diadectes.

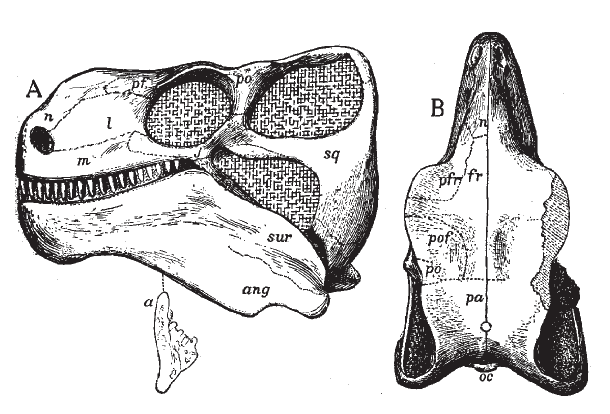
Cráneo de Edaphosaurus en vistas lateral y dorsal.

## Vela

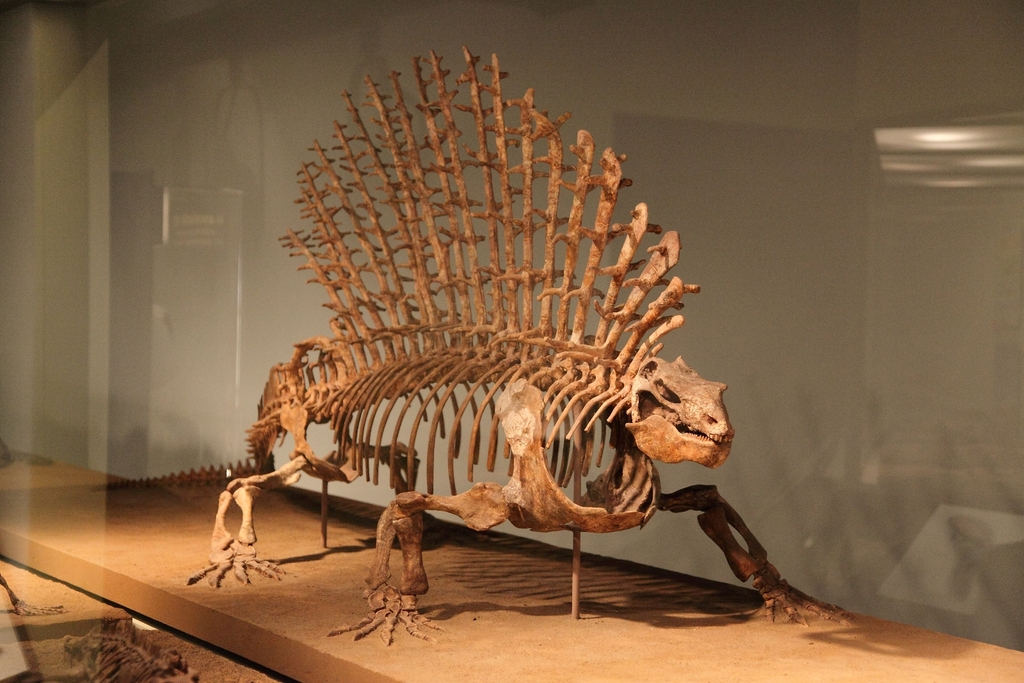
Esqueleto restaurado de E. pogonias en el Museo Field de Historia Natural.

La vela dorsal de Edaphosaurus estaba soportada por espinas vertebrales muy alargadas desde el cuello hasta la región lumbar. Comparada con la aleta de Dimetrodon, las espinas vertebrales eran más cortas y pesadas, y soportaban numerosas barras trasversales de pequeño tamaño. A pesar de que coexistieron, Edaphosaurus y los demás miembros de edafosáuridos desarrollaron aletas dorsales de forma independiente a los integrantes de la familia de los esfenacodóntidos como Dimetrodon y Secodontosaurus, un ejemplo inusual de evolución paralela. La función de este apéndice en ambos grupos no es clara. Entre las posibilidades se encuentra su uso como camuflaje, como anclaje extra para los músculos del dorso y para mantener rígida la columna vertebral, protección contra los depredadores, para almacenamiento de grasa, reguladora de la temperatura corporal y para el cortejo y reconocimiento de especie.
La altura de la vela, curvatura de las espinas y la forma de las barras transversales son diferentes entre cada una de las especies descritas del género y tienden a ser más largas y complejas entre más reciente es la especie. Alfred Romer y Price sugirieron que las proyecciones vertebrales de Edaphosaurus pudieron estar inmersas en tejido denso bajo la piel, sirviendo como reserva alimenticia o grasa similar a la joroba de los camellos. Bennett propuso que las prolongaciones espinosas se hallaban expuestas y su función consistía en incrementar la turbulencia del aire para hacer más eficiente el enfriamiento de la superficie de la aleta para regular la temperatura corporal. Otros investigadores que examinaron bajo el microscopio la estructura ósea de la espinas expresaron dudas acerca del papel como termorregulador de la vela y sugirieron más probable una función dentro del cortejo.

## En la cultura popular

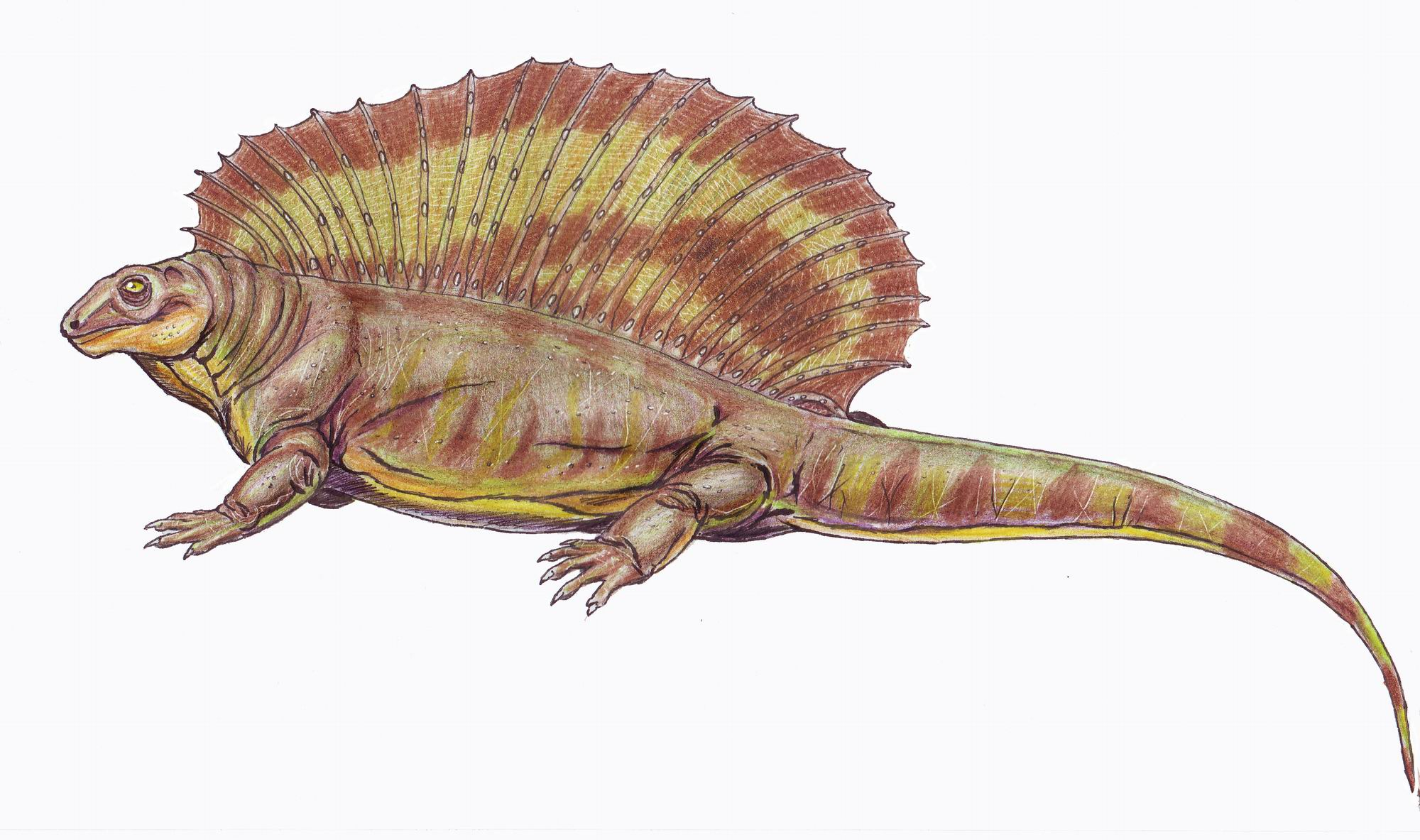
Reconstrucción de un E. Novomexicanus

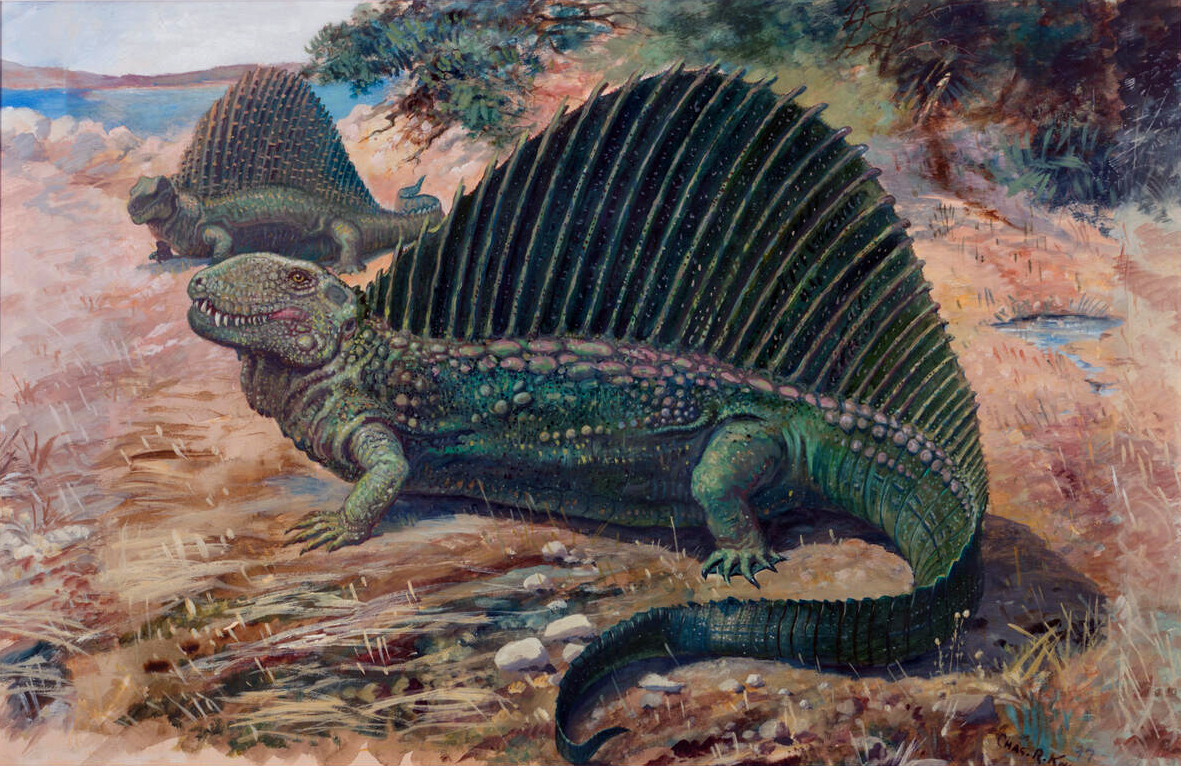
Recreación de un Dimetrodon (frente) y un Edaphosaurus (atrás) de Charles R. Knight.

- El conocido paleoartista estadounidense Charles R. Knight reconstruyó a Edaphosaurus como "Naosaurus" con un cráneo similar al del feroz Dimetrodon en su obra para la revista The Century Magazine,[5] guiado por E. D. Cope, ya al término de la vida de este paleontólogo en 1897. Knight más tarde creó una versión revisada más acertada de la pintura que convirtió a "Naosaurus" en Dimetrodon.
- El artista Rudolph Zallinger representó a Edaphosaurus junto a Dimetrodon y Sphenacodon para representar al período Pérmico en su famoso mural The Age of Reptiles (1943-1947) en el Museo Peabody. El mural fue reproducido en una versión más pequeña para la serie The World We Live In publicada en la revista Life entre 1952 a 1954. Esta colección fue editada en un libro popular book en 1955.
- El paleoartista checo Zdeněk Burian produjo algunas evocativas pinturas de Edaphosaurus en paisajes antiguos para libros de divulgación sobre animales prehistóricos entre las décadas de 1940 a 1970.
- Edaphosaurus apareció en la serie de la BBC Walking with Monsters (2005) como presa de Dimetrodon.
- En la serie animada de televisión Dink, The Little Dinosaur, aparece un joven Edaphosaurus llamado Shyler, como uno de los personajes principales.

## Galería

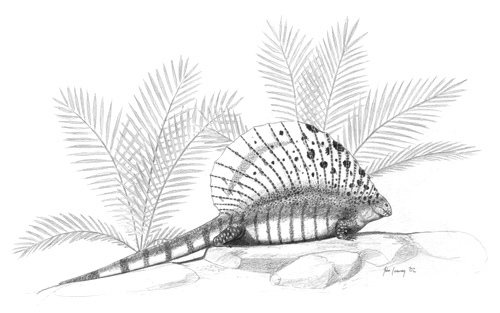
Edaphosaurus cruciger.
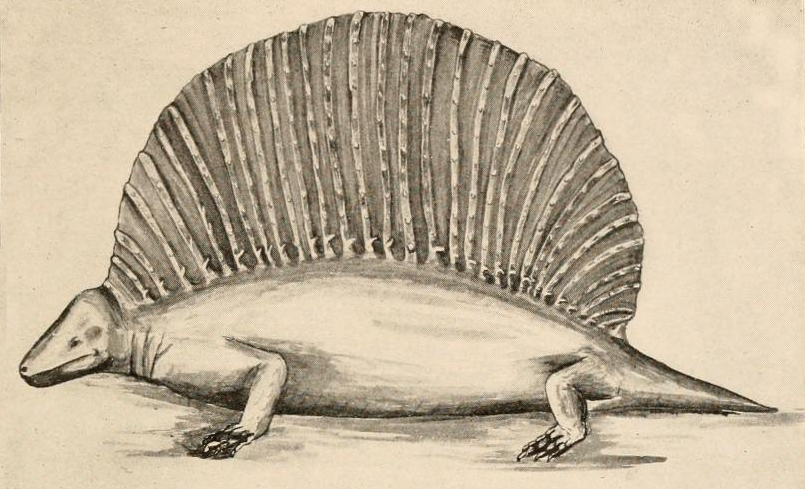
Restauración de un Edaphosaurus hacia 1908